# Artă de gen

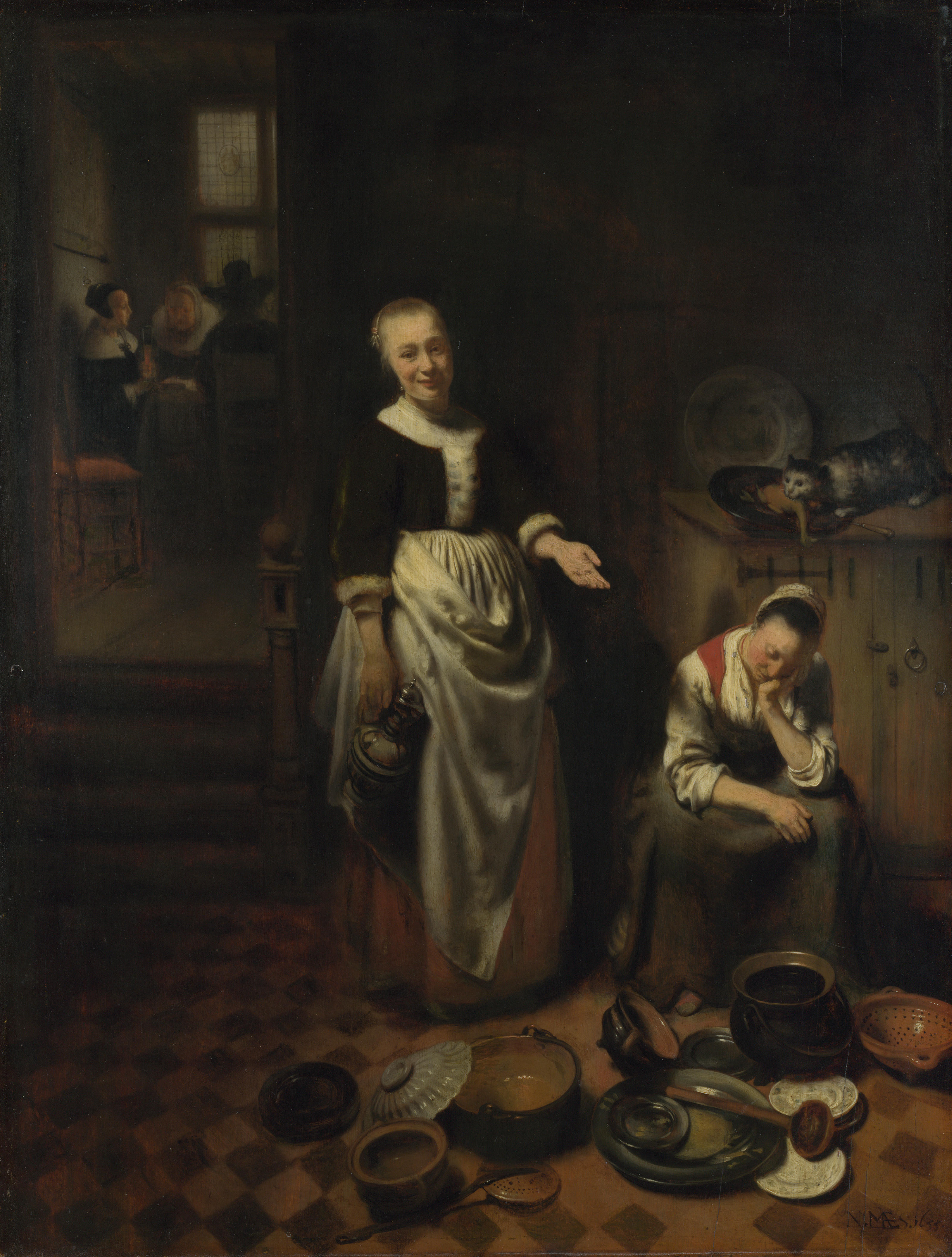
Servitoarea leneșă; problemele menajerei au fost subiectul mai multor lucrări ale lui.

Arta de gen este reprezentarea picturală, în diverse medii, a unor scene sau evenimentelor din viața de zi cu zi, cum ar fi piețele, mediile domestice, interioarele, petrecerile, scenele de han, munca și scenele stradale. Astfel de reprezentări (numite și lucrări de gen, scene de gen sau vederi de gen) pot fi realiste, imaginate sau romanțate de artist. Unele variante ale termenului de artă de gen specifică mediul sau tipul lucrării vizuale, cum ar fi pictura de gen, gravurile de gen, fotografiile de gen și așa mai departe.
Motivele de gen au fost extrem de populare nu doar în pictură, ci și în multe forme de artă decorativă, în special începând cu rococo de la începutul secolului al XVIII-lea. Figuri individuale sau grupuri mici au decorat o mare varietate de obiecte precum porțelanuri, mobilier, tapet și textile.

## Pictura de gen

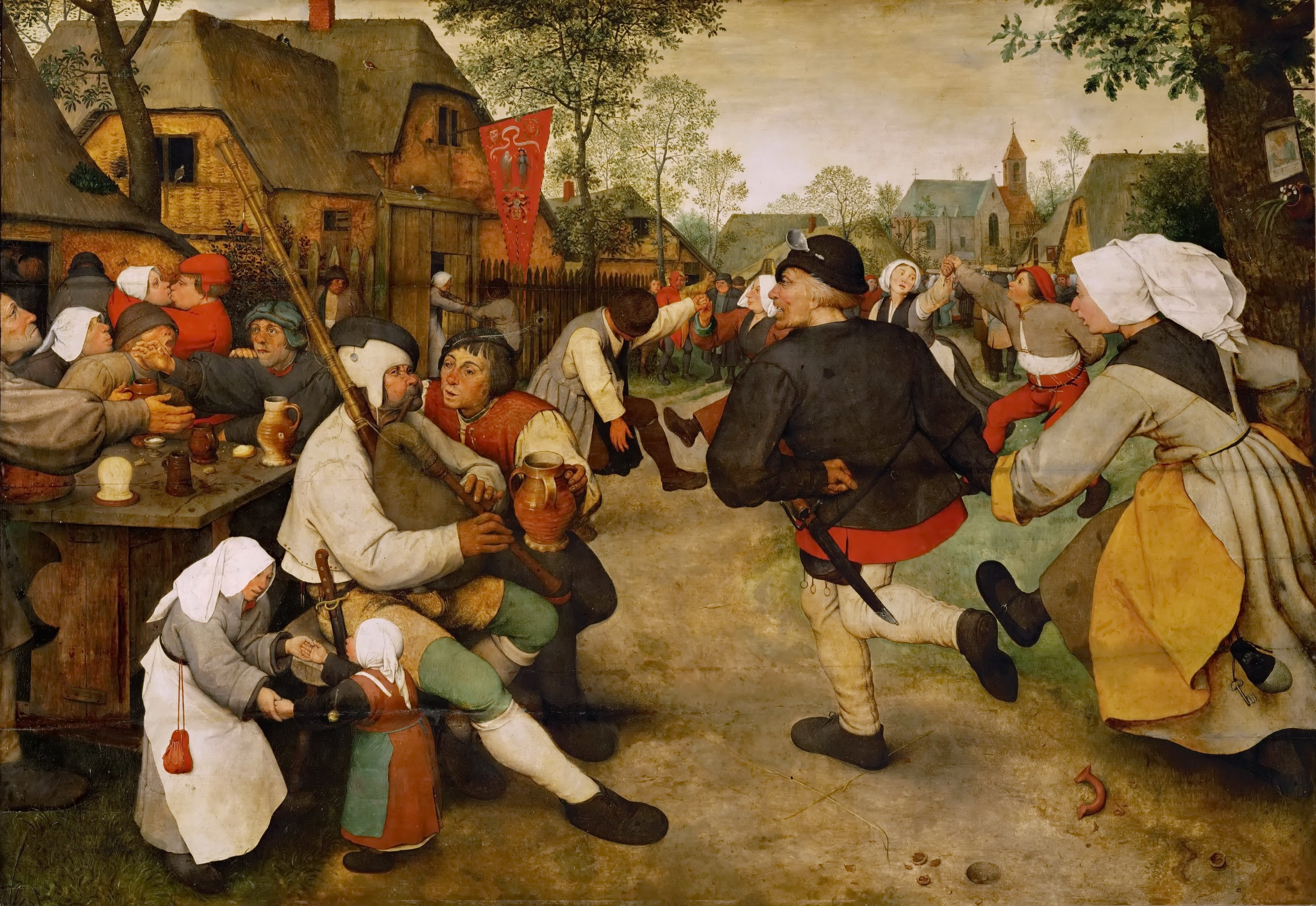
Dansul țărănesc, c. 1568, ulei pe lemn, de Pieter Brueghel cel Bătrân

Pictura de gen, numită și scenă de gen sau gen mic, descrie aspecte ale vieții de zi cu zi, înfățișând oameni obișnuiți implicați în activități comune. O definiție comună a unei scene de gen este aceea că prezintă figuri cărora nu li se poate atribui o identitate, nici individual, nici colectiv, distingând astfel genul mic de picturile istorice (numite și genul mare) și portrete. Adesea, o lucrare va fi considerată o lucrare de gen chiar dacă se poate demonstra că artistul a folosit ca model o persoană cunoscută - un membru al familiei sale, de exemplu. În acest caz, ar depinde de faptul dacă este probabil ca artistul să fi intenționat ca lucrarea să fie percepută ca un portret - o chestiune uneori subiectivă. Reprezentările pot fi realiste, imaginate sau romanțate de către artist. Datorită subiectului lor familiar și adesea sentimental, picturile de gen s-au dovedit adesea populare în rândul burgheziei sau al clasei de mijloc. Temele de gen apar în aproape toate tradițiile artistice. Decorațiile pictate din mormintele egiptene antice descriu adesea banchete, recreere și scene agrare, iar Peiraikos⁠(d) este menționat de Pliniu cel Bătrân ca un pictor elenistic de tablouri de subiecte „de jos”, cum ar fi cele care supraviețuiesc în versiunile de mozaic și în picturile murale provinciale de la Pompei: „frizerie, tarabe de cizmari, măgari, mâncăruri și subiecte similare”. Manuscrisele anluminate medievale au ilustrat adesea scene din viața țărănească de zi cu zi, în special în Muncile lunilor din secțiunea calendaristică a Cărților Orelor, cea mai cunoscută fiind Les Tres Riches Heures du Duc de Berry⁠(d).

### Până la 1800

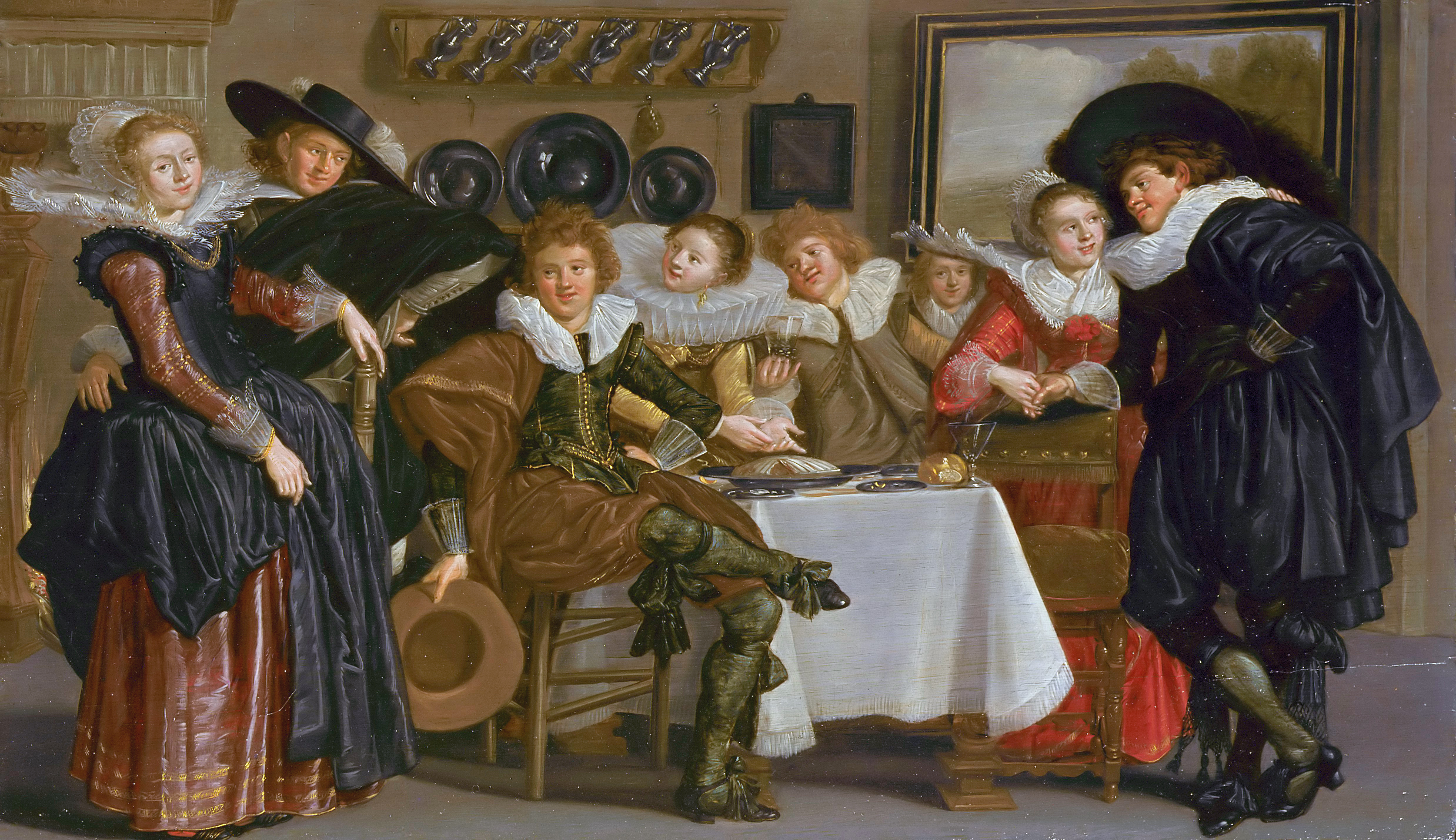
Compania veselă, de Dirck Hals

Țările de Jos au dominat acest domeniu până în secolul al XVIII-lea, iar în secolul al XVII-lea atât pictura barocă flamandă, cât și pictura neerlandeză din Epoca de Aur au produs numeroși specialiști care au pictat mai ales scene de gen. În secolul precedent, pictorul renascentist flamand Jan Sanders van Hemessen⁠(d) a pictat scene de gen inovatoare de mari dimensiuni, incluzând uneori o temă morală sau o scenă religioasă în fundal în prima jumătate a secolului al XVI-lea. Acestea făceau parte dintr-un model de „inversiune manieristă” în pictura din Anvers, care dădea un accent proeminent elementelor „joase” aflate anterior în fundalul decorativ al imaginilor. Joachim Patinir⁠(d) și-a extins peisajele, făcând din figuri un element mic, iar Pieter Aertsen a pictat lucrări dominate de mâncăruri în cadrul naturii statice și figuri de gen de bucătari sau vânzători de piață, cu mici scene religioase în fundal. Pieter Brueghel cel Bătrân a făcut din țărani și din activitățile lor, tratate foarte naturalist, subiectul multor picturi ale sale, iar pictura de gen avea să înflorească în Europa de Nord în urma lui Brueghel.
Adriaen⁠(d) și Isaac van Ostade⁠(d), Jan Steen⁠(d), Adriaen Brouwer⁠(d), David Teniers, Aelbert Cuyp, Johannes Vermeer și Pieter de Hooch s-au numărat printre numeroșii pictori specializați în subiecte de gen în Țările de Jos în secolul al XVII-lea. Dimensiunile în general mici ale picturilor acestor artiști erau potrivite pentru a fi expuse în casele cumpărătorilor din clasa de mijloc. Adesea, subiectul unei picturi de gen se baza pe o emblemă populară dintr-o carte de embleme. Acest lucru poate conferi picturii o dublă semnificație, cum ar fi în Vânzătorul de păsări de curte a lui Gabriel Metsu⁠(d), 1662, care arată un bătrân oferind un cocoș într-o postură simbolică care se bazează pe o gravură indecentă a lui Gillis van Breen (1595–1622), cu aceeași scenă. Compania veselă arăta un grup de personaje la o petrecere, fie cântând acasă sau doar beau într-o tavernă. Alte tipuri obișnuite de scene au arătat piețe sau târguri, festivități din sat („kermesse”) sau soldați în tabără.

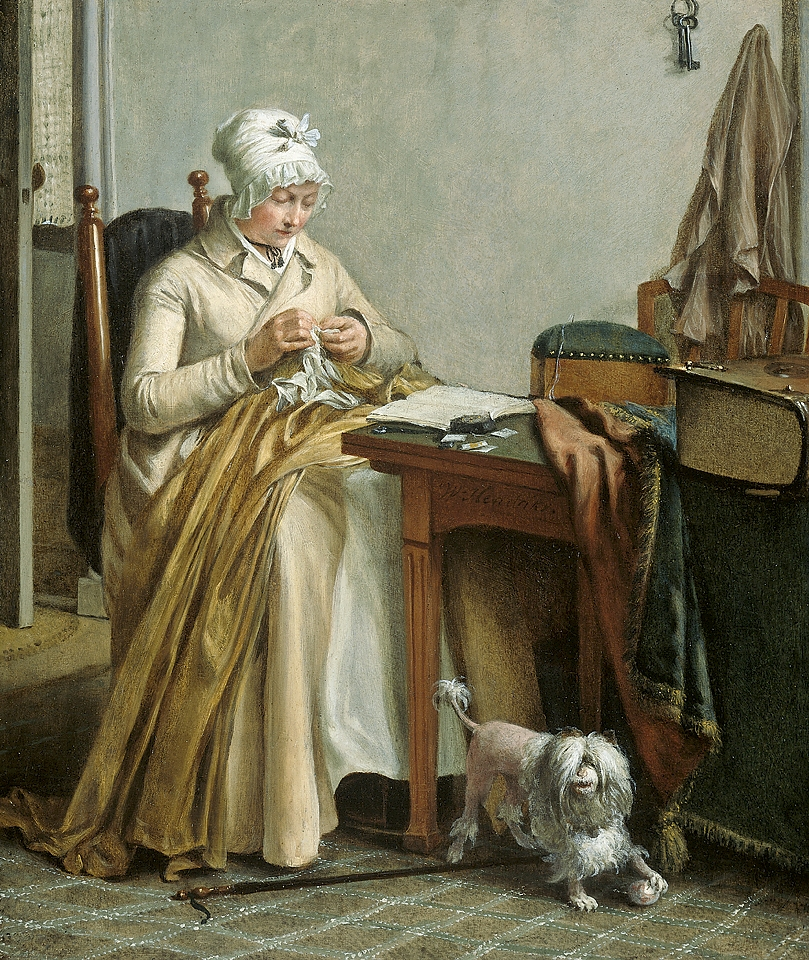
Interior cu femeie de

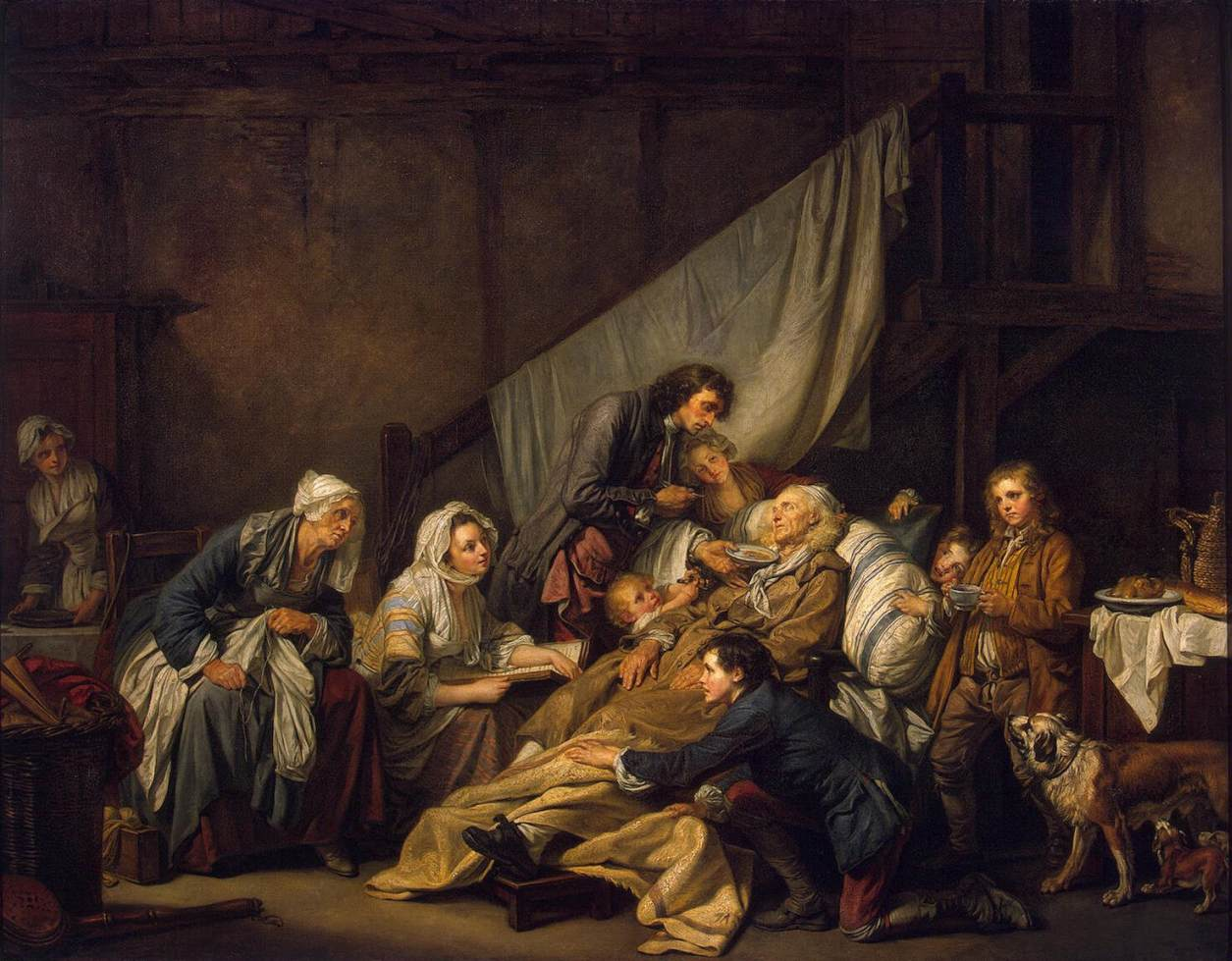
, Pietatea filială, 1765

În Italia, o „școală” de pictură de gen a fost stimulată de sosirea la Roma a pictorului olandez Pieter van Laer⁠(d) în 1625. A dobândit porecla „Il Bamboccio”, iar adepții săi au fost numiți Bamboccianti⁠(d), ale căror lucrări i-ar inspira pe Giacomo Ceruti⁠(d), Antonio Cifrondi⁠(d) și Giuseppe Maria Crespi,⁠(d) printre mulți alții.
Louis le Nain a fost un exponent important al picturii de gen în Franța secolului al XVII-lea, pictând grupuri de țărani acasă, unde secolul al XVIII-lea va aduce un interes sporit pentru reprezentarea vieții de zi cu zi, fie prin picturile romantice ale lui Watteau și Fragonard, fie prin realismul atent al lui Chardin. Jean-Baptiste Greuze⁠(d) (1725-1805) și alții au pictat grupuri detaliate și mai degrabă sentimentale sau portrete individuale ale țăranilor, care aveau să aibă influență asupra picturii secolului al XIX-lea.
În Anglia, William Hogarth (1697–1764) a transmis comedie, critică socială și lecții de morală prin intermediul unor pânze care relatau povești despre oameni obișnuiți, pline de detalii narative (cu ajutorul unor lungi subtitluri), adesea sub formă de serial, cum ar fi A Rake's Progress, pictat pentru prima dată în 1732–33, apoi gravat și publicat în formă tipărită în 1735.
Spania a avut o tradiție anterioară Cărții bunei iubiri de observație socială și comentarii bazate pe tradiția latină veche romană, practicată de mulți dintre pictorii și aluminatorii săi. La apogeul Imperiului Spaniol și la începutul declinului lent al acestuia, multe scene de gen picaresc ale vieții de stradă – precum și scene de bucătărie cunoscute sub numele de Bodegones⁠(d) – au fost pictate de artiștii Epocii de Aur spaniole, în special de Velázquez (1599–1660) și Murillo (1617–82). Mai mult de un secol mai târziu, artistul spaniol Francisco de Goya (1746–1828) a folosit scenele de gen în pictură și gravură ca suport pentru comentarii sumbre asupra condiției umane.Dezastrele războiului, o serie de 82 de incidente de gen din Războiul Peninsular, a dus arta de gen la cote de expresivitate fără precedent.

### Secolul al 19-lea

Vasili Perov, Vânătorii odihnindu-se (1871)

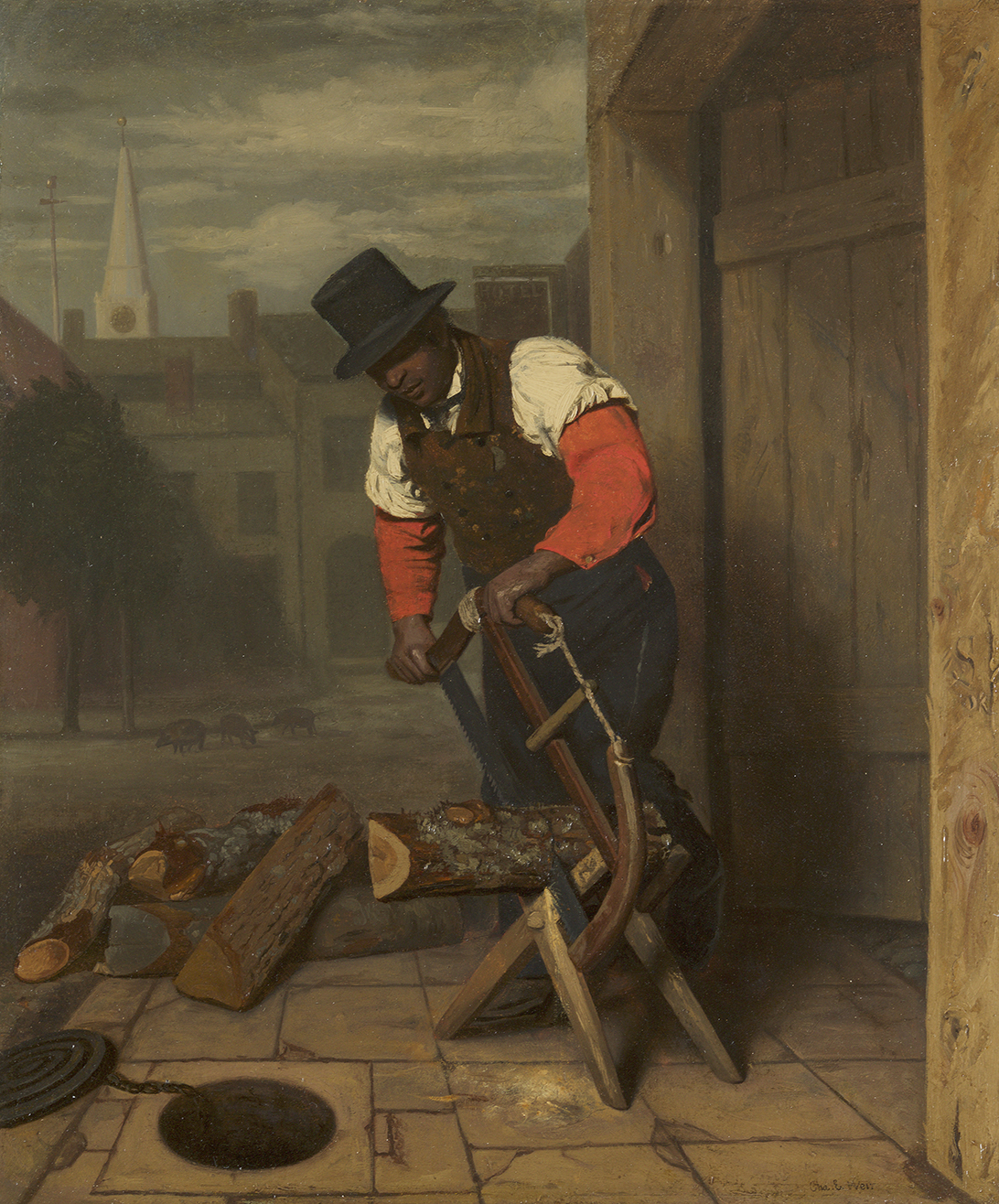
Tăietorul de lemne, Charles E. Weir, Metropolitan Museum of Art, 1842

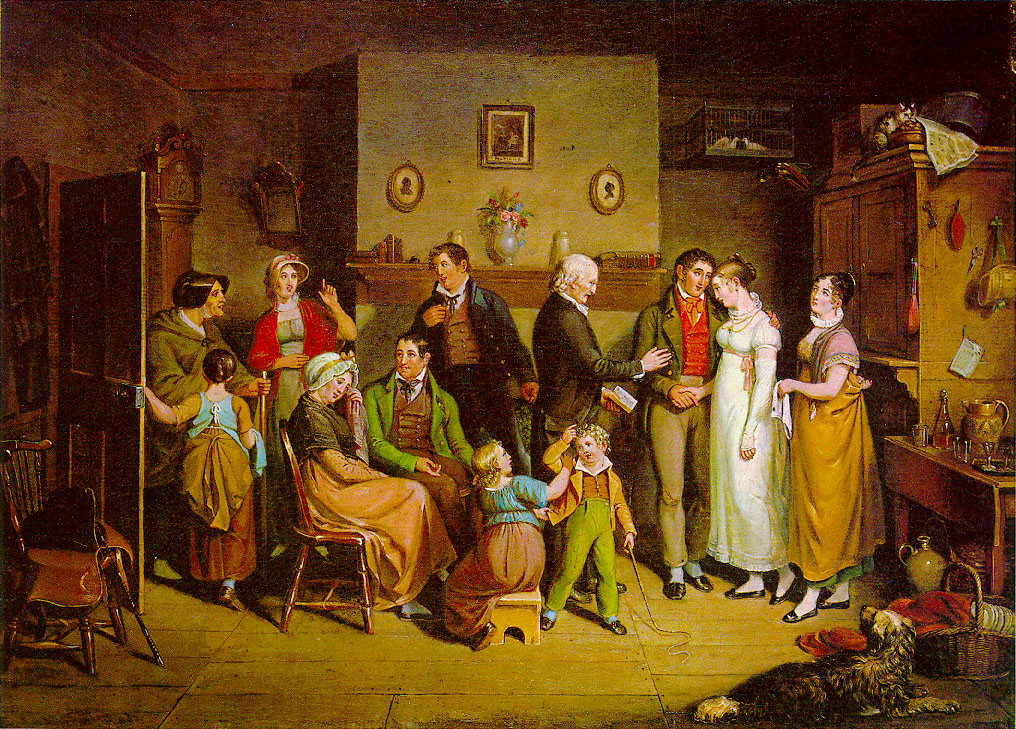
, Nuntă la țară (1820)

Odată cu declinul picturii religioase și istorice în secolul al XIX-lea, artiștii și-au găsit din ce în ce mai mult subiecte în viața din jurul lor. Realiști precum Gustave Courbet (1819–77) au dat peste cap așteptările prin reprezentarea unor scene cotidiene în picturi uriașe – la o scară rezervată în mod tradițional subiectelor „importante” – estompând astfel granița care deosebise pictura de gen ca fiind p categorie „minoră”. Pictura istorică însăși a trecut de la reprezentarea exclusivă a evenimentelor de mare importanță publică la reprezentarea scenelor de gen în timpuri istorice, atât a momentelor private ale unor mari personalități, cât și a vieții de zi cu zi a oamenilor obișnuiți. În arta franceză, acesta era cunoscut sub numele de stilul Troubador. Această tendință, deja evidentă până în 1817, când Ingres l-a pictat pe Henri al IV-lea jucându-se cu copiii săi, a culminat cu arta pompier a academicienilor francezi precum Jean-Léon Gérôme (1824–1904) și Jean-Louis-Ernest Meissonier⁠(d) (1815–91). În a doua jumătate a secolului, interesul pentru scenele de gen, adesea în cadre istorice sau cu comentarii sociale sau morale ascuțite, a crescut foarte mult în toată Europa.
William Powell Frith⁠(d) (1819–1909) a fost probabil cel mai faimos pictor englez de gen din epoca victoriană, pictând scene mari și extrem de aglomerate; extinderea dimensiunilor și ambiția picturii de gen din secolul al XIX-lea a fost o tendință comună. Printre alți pictori englezi de gen din secolul al XIX-lea se numără Augustus Leopold Egg⁠(d), Frederick Daniel Hardy⁠(d), George Elgar Hicks⁠(d), William Holman Hunt și John Everett Millais. Scoția a produs doi pictori de gen influenți, David Allan (1744–96) și Sir David Wilkie⁠(d) (1785–1841). The Cottar's Saturday Night (1837) a lui Wilkie a inspirat o lucrare majoră a pictorului francez Gustave Courbet, După cină la Ornans (1849). Pictori realiști ruși celebri precum Pavel Fedotov⁠(d), Vasili Perov și Ilia Repin au realizat și picturi de gen.
În Germania, Carl Spitzweg (1808–85) s-a specializat în scene de gen ușor umoristice, iar în Italia Gerolamo Induno⁠(d) (1825–90) a pictat scene de viață militară. Ulterior, impresioniștii, precum și artiști ai secolului al XX-lea precum Pierre Bonnard, Ițac Holtz⁠(d), Edward Hopper și David Park au pictat scene din viața de zi cu zi. Dar în contextul artei moderne termenul de „pictură de gen” a ajuns să fie asociat în principal cu pictura de natură deosebit de anecdotică sau sentimentală, pictată într-o tehnică tradițională realistă.
Primul pictor adevărat de gen din Statele Unite a fost imigrantul german John Lewis Krimmel⁠(d), care, învățând de la Wilkie și Hogarth, a produs scene umoristice ale vieții din Philadelphia între 1812 și 1821. Alți pictori remarcabili de gen din secolul al XIX-lea din Statele Unite sunt George Caleb Bingham⁠(d), William Sidney Mount⁠(d) și Eastman Johnson⁠(d). Harry Roseland⁠(d) s-a concentrat pe scene ale afro-americanilor săraci din sudul Americii după Războiul Civil, iar John Rogers⁠(d) (1829–1904) a fost un sculptor ale cărui mici lucrări de gen, produse în masă în gips turnat, au fost extrem de populare în America. Lucrările pictorului american Ernie Barnes⁠(d) (1938–2009) și cele ale ilustratorului Norman Rockwell (1894–1978) ar putea exemplifica un tip mai modern de pictură de gen.

### Gen în alte tradiții
Imprimeurile japoneze ukiyo-e sunt bogate în reprezentări ale oamenilor în timpul liber și la locul de muncă, la fel ca și picturile coreene, în special cele create în secolul al XVIII-lea.

### Galerie de picturi flamande de gen

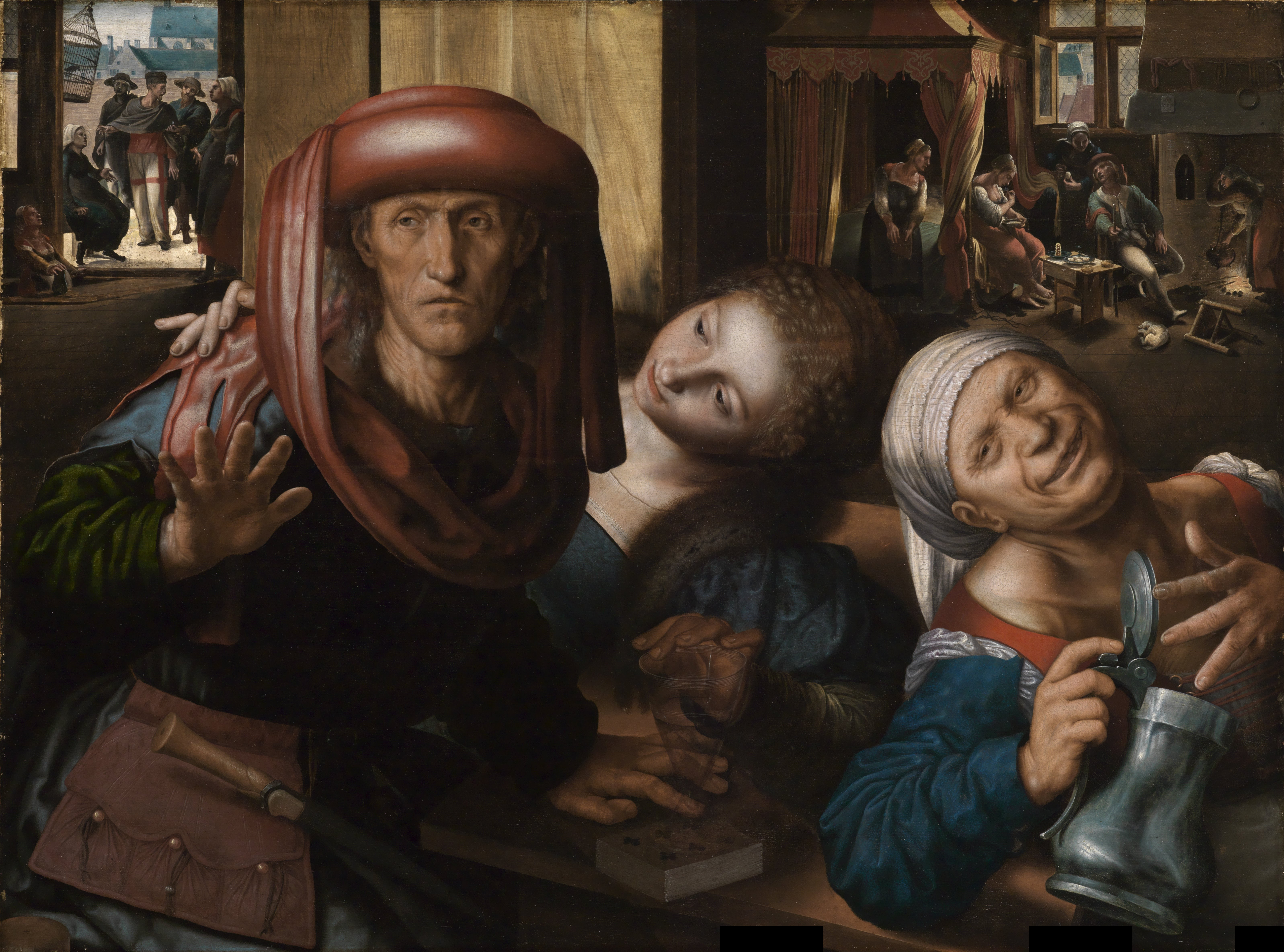
Jan Sanders van Hemessen,Scenă de  bordel,c. 1545–1550.
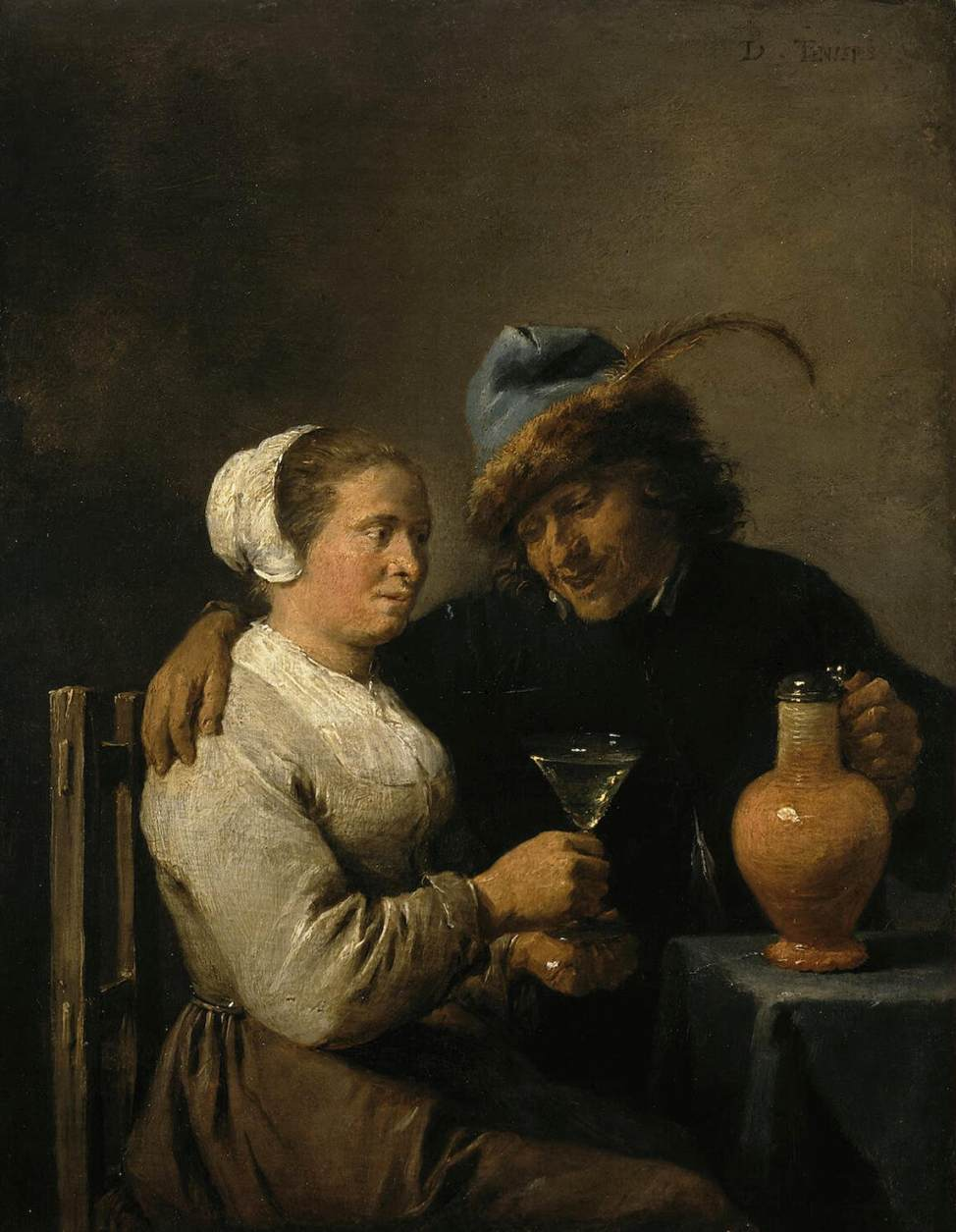
David Teniers cel Tânăr, Scenă de tavernă, 1640.
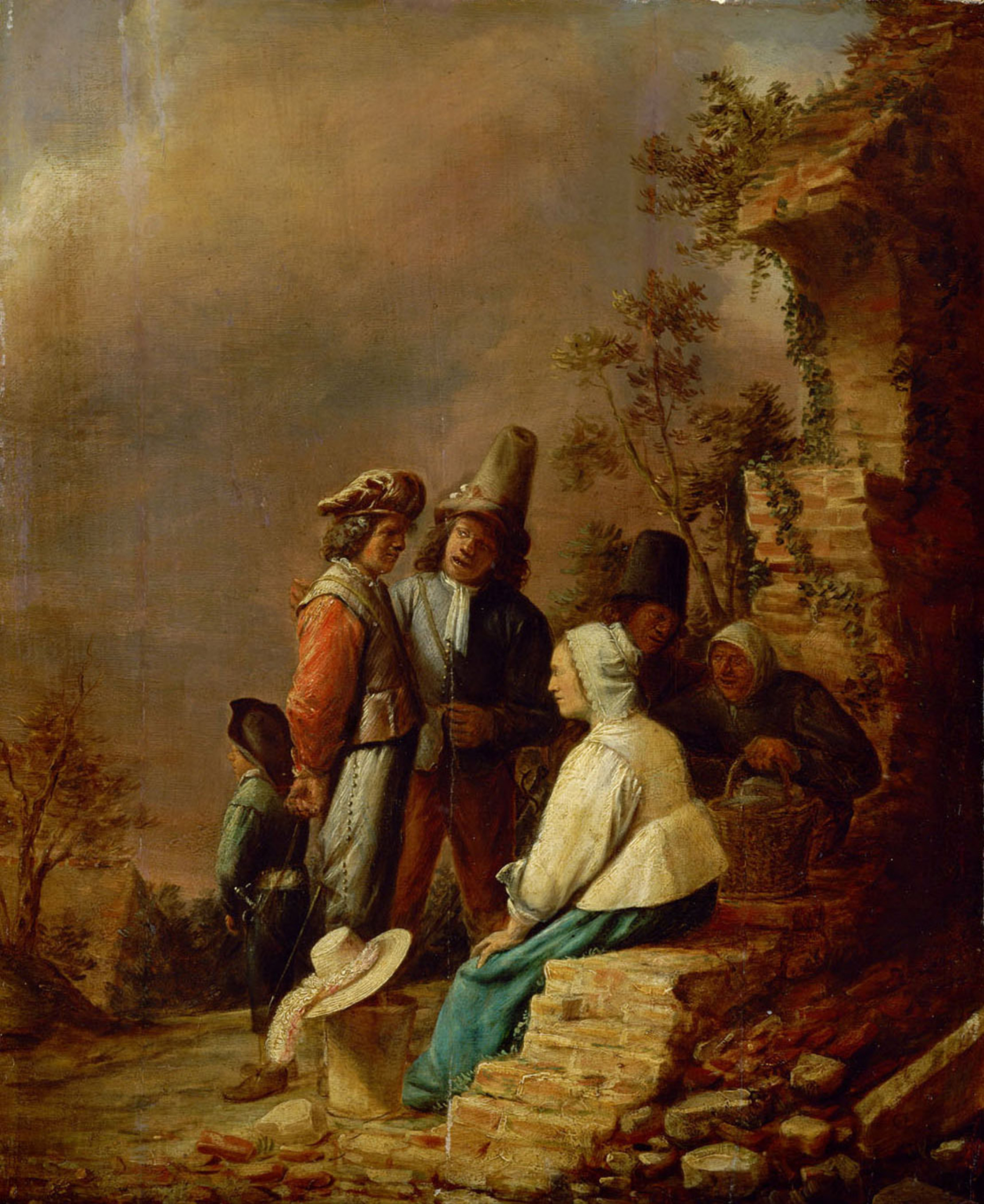
Joos van Craesbeeck, Soldați și femei, anii 1640

### Galeria de picturi de gen neerlandeze din secolul al XVII-lea

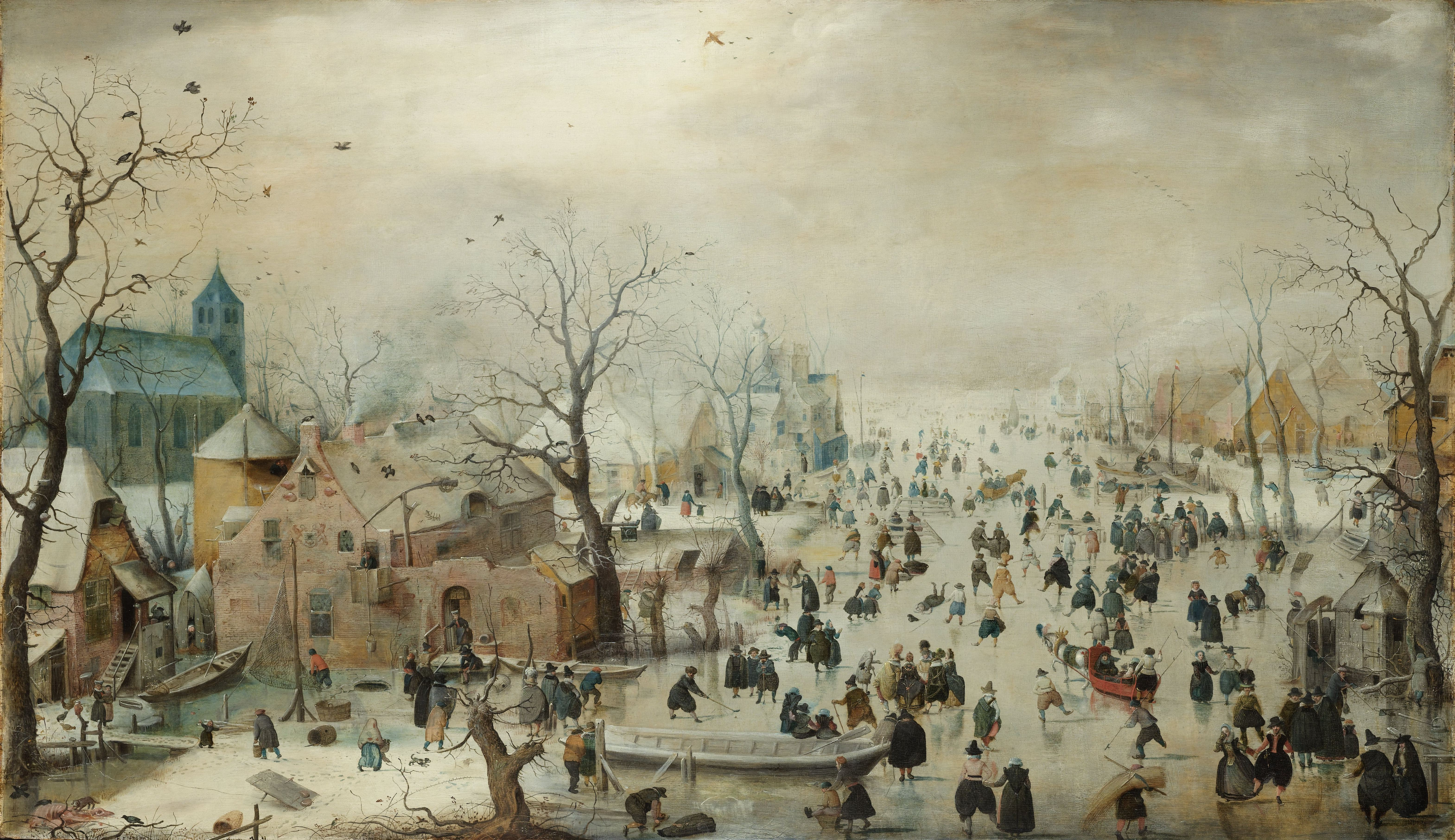
Hendrick Avercamp⁠(d) a pictat aproape exclusiv scene de iarnă cu mulțimi.
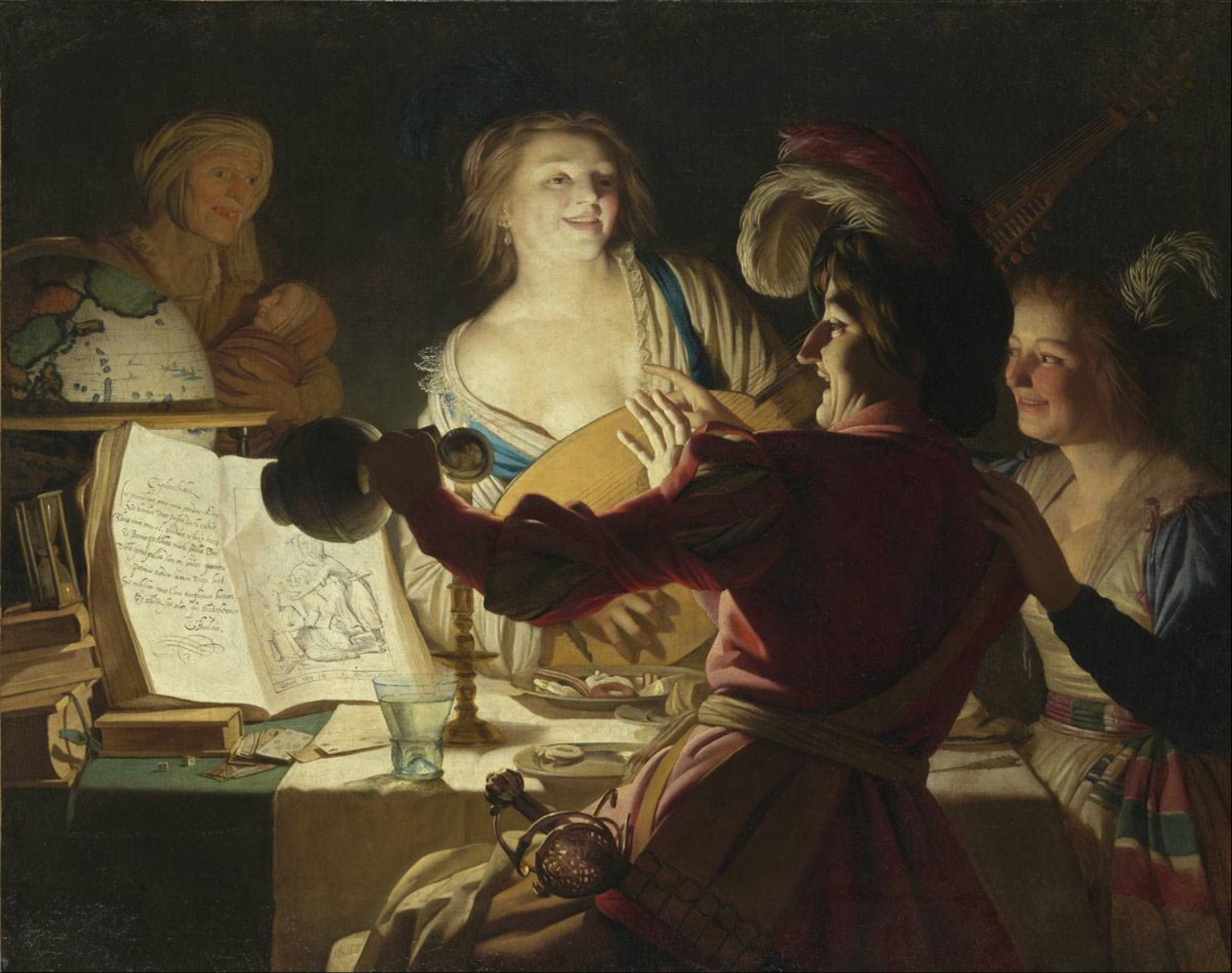
Gerard van Honthorst⁠(d), Compania Veselă, 1623, cu compozitie în clarobscur folosită adesea decaravaggiștii din Utrecht.
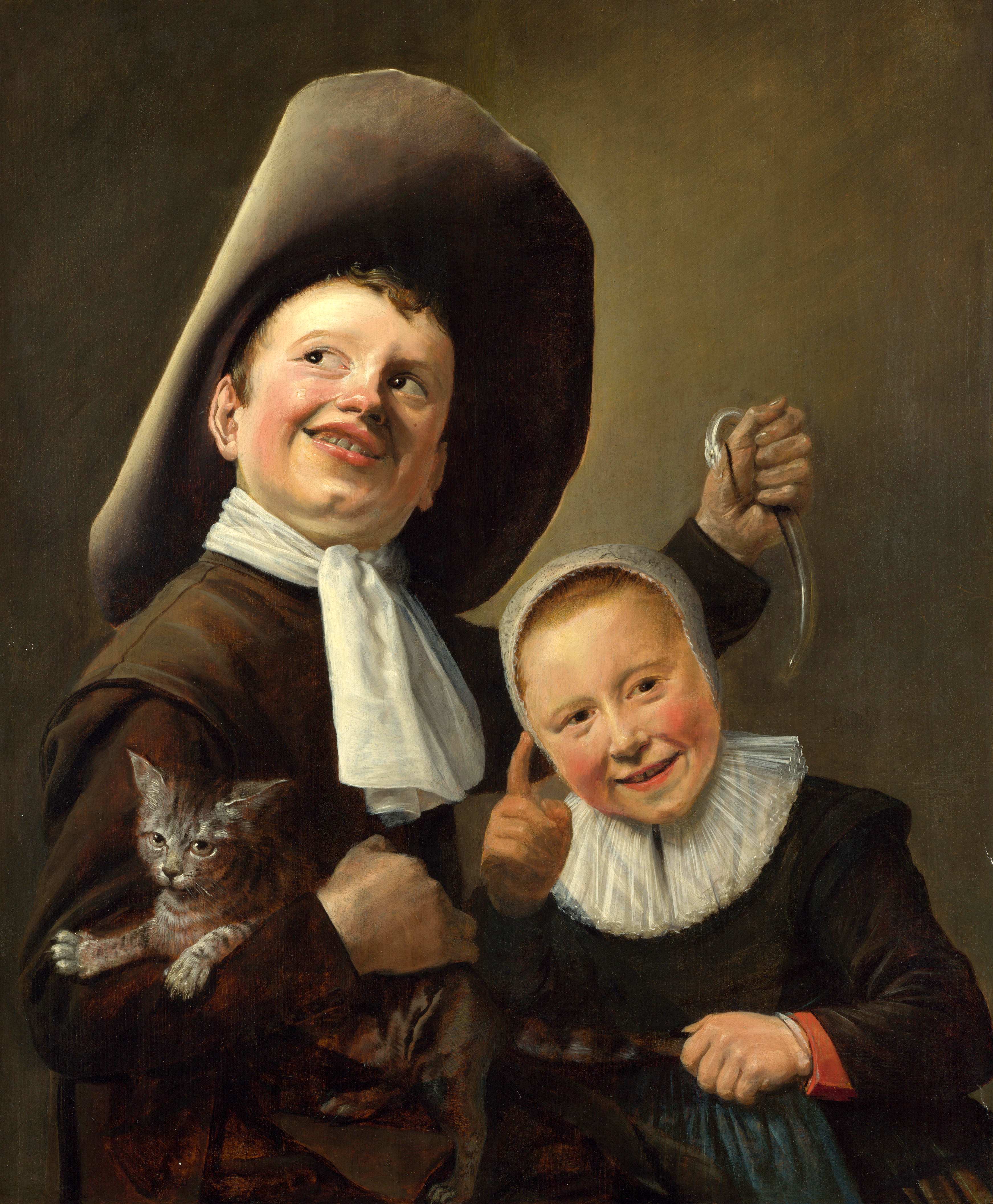
Judith Leyster,Un băiat și o fată cu o pisică și o anghilă,c. 1635

## Fotografie de gen

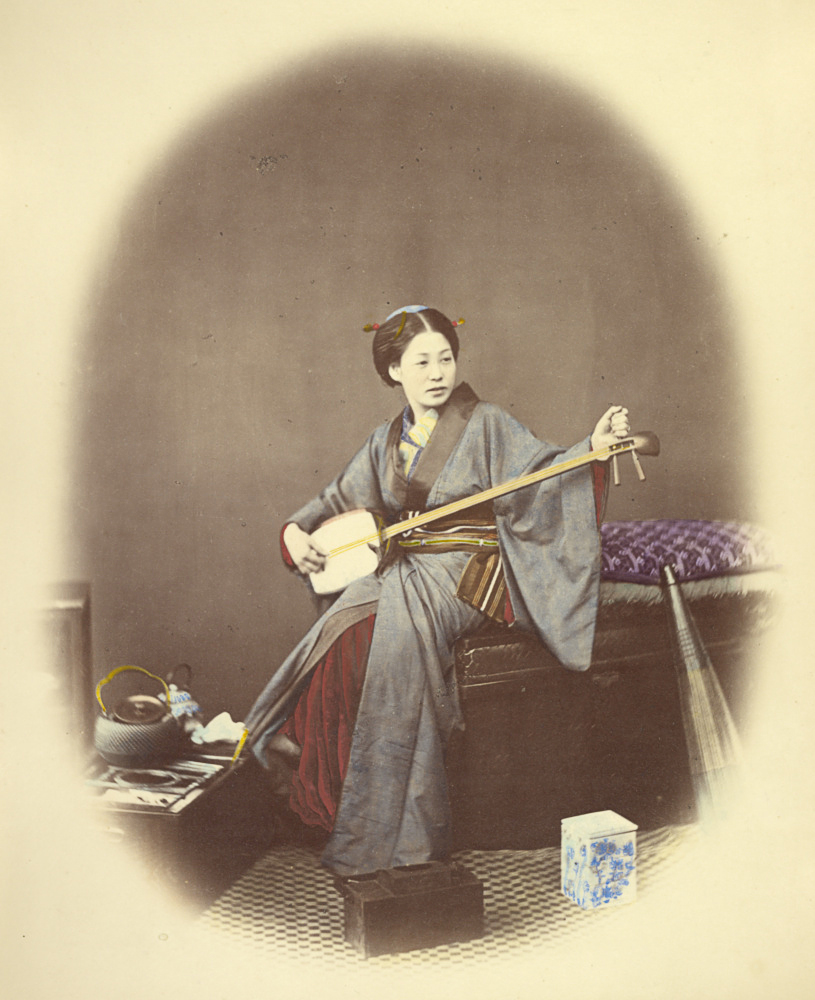
Femeie care cântă la un shamisen, anii 1860, imprimeu de argint album colorat manual de

În timp ce pictura de gen a început, în secolul al XVII-lea, cu reprezentări ale vieții europene de către europeni, invenția și dezvoltarea timpurie a fotografiei a coincis cu cea mai expansivă și mai agresivă epocă a imperialismului european, de la mijlocul până la sfârșitul secolului al XIX-lea, astfel încât fotografiile de gen, realizate de obicei în apropierea expedițiilor militare, științifice și comerciale, înfățișează adesea și oameni din alte culturi pe care europenii i-au întâlnit în întreaga lume.
Deși distincțiile nu sunt clare, lucrările de gen ar trebui să fie diferențiate de studiile etnografice, care sunt reprezentări picturale rezultate în  urma observării directe și a studiului descriptiv al culturii și a modului de viață al anumitor societăți și care constituie o clasă de produse ale unor discipline precum antropologia și științele comportamentale.
Dezvoltarea tehnologiei fotografice pentru a face camerele portabile și expunerile instantanee a permis fotografilor să se aventureze dincolo de studio pentru a urmări alte forme de artă în reprezentarea vieții de zi cu zi. Această categorie a ajuns să fie cunoscută drept fotografie stradală⁠(en)[traduceți].